# Hwang Seok-keun
Hwang Seok-keun (Corea del Sur; 3 de septiembre de 1960) es un exfutbolista de Corea del Sur que jugaba en la posición de delantero.

## Carrera

### Club
| Periodo   | Club             |
| --------- | ---------------- |
| 1983      | Yukong Elephants |
| 1984-1986 | Hanil Bank FC    |

### Selección nacional
Jugó para la selección juvenil en 1979. Jugó para la selección absoluta de 1980 a 1981 con la que anotó nueve goles en 18 partidos, uno de ellos en la victoria por 3-0 ante Kuwait en la Copa Asiática 1980.